# Ökumenischer Kirchentag 2021

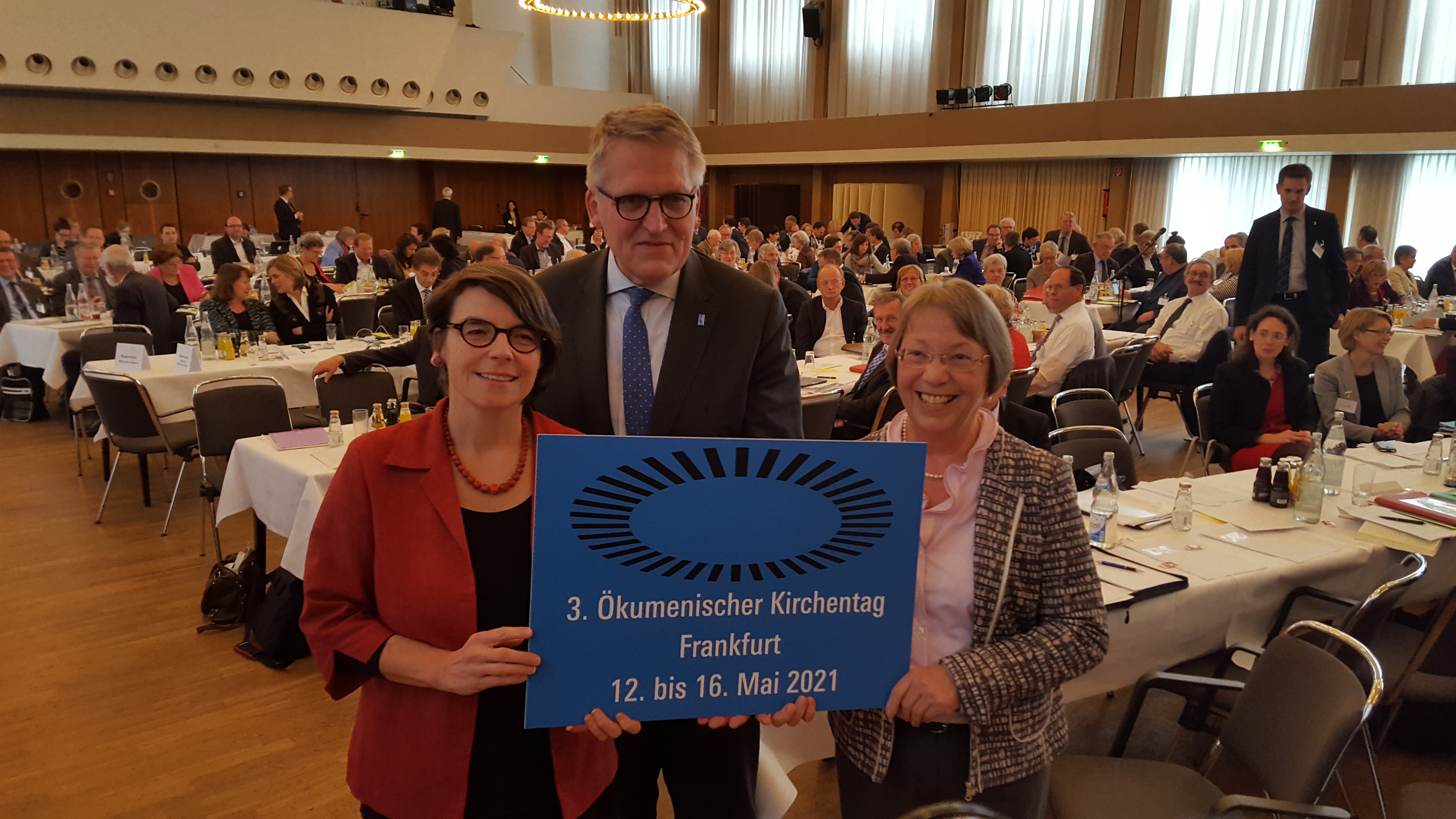
Einladung zum 3. Ökumenischen Kirchentag nach Frankfurt: Die Präsidentin der Diözesanversammlung des Bistums Limburg, Ingeborg Schilai (rechts), die damalige Präsidentin des Deutschen Evangelischen Kirchentags, Christina Aus der Au und ZdK-Präsident Thomas Sternberg (2016)

Der Ökumenische Kirchentag 2021, der vom 13. bis 16. Mai 2021 in Frankfurt am Main stattfand, war der dritte ökumenische Kirchentag. Eingeladen wurde dazu Anfang 2018 von der Evangelischen Kirche in Hessen und Nassau und dem Bistum Limburg. Beide gründeten im April 2018 eine gemeinsame Steuerungsgruppe. Damals rechneten die Veranstalter mit über 100.000 Teilnehmern.
Wegen der COVID-19-Pandemie in Deutschland wurde der ökumenische Kirchentag um einen Tag (den 12. Mai) verkürzt und ohne nach Frankfurt anreisende Teilnehmer – von wenigen Veranstaltungen abgesehen – vollständig digital gefeiert. Der Eröffnungsgottesdienst zu Christi Himmelfahrt wurde vom Dach des Parkhauses Konstablerwache, der Abschlussgottesdienst vom Mainufer übertragen.

## Planung
Im November 2011 sprach die Synode der Evangelischen Kirche in Hessen und Nassau (EKHN) eine Einladung an den Deutschen Evangelischen Kirchentag (DEKT) aus, womit sie sich bereit erklärte, 2021 Gastgeber dieses Großereignisses zu sein. In Frankfurt fanden bislang vier evangelische Kirchentage statt: 1956, 1975, 1987 und 2001. Seit 2012 begann die Landeskirche damit, zweckgebundene Rücklagen für dieses Ereignis zu bilden. Falls das Bistum Limburg eine Einladung dazu aussprechen würde, war die EKHN auch bereit, anstelle eines Evangelischen Kirchentages einen Ökumenischen Kirchentag in Frankfurt zu unterstützen. Nachdem der Kirchenpräsident der EKHN, Volker Jung, und der Limburger Bischof Georg Bätzing dazu eingeladen hatten, entschieden sich im November 2016 sowohl das Präsidium des DEKT als auch das Zentralkomitee der deutschen Katholiken für Frankfurt als Ort des dritten Ökumenischen Kirchentages.
Bei der Abschlussveranstaltung des 101. Katholikentages in Münster am 13. Mai 2018 luden Ulrike Scherf, die stellvertretende Kirchenpräsidentin der EKHN, und Bischof Bätzing die Teilnehmer offiziell zum Ökumenischen Kirchentag 2021 nach Frankfurt ein.
Am 26. September 2018 wurde im Frankfurter Römer der Verein „3. Ökumenischer Kirchentag Frankfurt 2021 e. V.“ gegründet, der für die rechtliche, finanzielle und organisatorische Vorbereitung des Kirchentages zuständig ist.
Am 7. Dezember 2018 trat das Gemeinsame Präsidium erstmals zusammen, das für die inhaltliche Planung des Ökumenischen Kirchentages zuständig ist. Dem Präsidium gehören 43 Personen an, die vom Deutschen Evangelischen Kirchentag, dem Zentralkomitee der deutschen Katholiken, den gastgebenden Kirchen sowie der Arbeitsgemeinschaft christlicher Kirchen (ACK) entsandt wurden. Evangelische Präsidentin ist Bettina Limperg, katholischer Präsident ist Thomas Sternberg.
Auf dem Evangelischen Kirchentag 2019 in Dortmund präsentierten sich EKHN und Bistum Limburg in der Innenstadt mit einem gemeinsamen Programm. Daneben arbeiten auch die Evangelische Kirche von Kurhessen-Waldeck und die Bistümer Mainz und Fulda, zu denen die evangelischen und katholischen Gemeinden von mehreren in den 1970er Jahren eingemeindeten Frankfurter Stadtteilen gehören, sowie die ACK Hessen/Rheinhessen an den Vorbereitungen mit. 
Mitte 2019 wurde die Geschäftsstelle des 3. Ökumenischen Kirchentages in Frankfurt eingerichtet, in der die organisatorischen Vorbereitungen koordiniert und durchgeführt werden.
Am 22. September 2020 wurde bekannt gegeben, dass der 3. Ökumenische Kirchentag nach einem den Bedingungen der COVID-19-Pandemie entsprechenden Hygienekonzept stattfinden soll. Das Programm wurde an die geänderten Rahmenbedingungen angepasst.
Am 16. Dezember 2020 entschied das Präsidium, den Kirchentag um einen Tag zu verkürzen und auf Massenveranstaltungen ganz zu verzichten. Den Rahmen bildeten Gottesdienste an Christi Himmelfahrt und am Sonntag; am Samstag fand ein konzentriertes und vollständig digitales Programm statt. Am Samstagabend wurden konfessionelle, „ökumenisch sensibel gestaltete“ Gottesdienste gefeiert werden.

## Themen
Präsidentin Limperg und Präsident Sternberg gaben am 26. Oktober 2019 das Leitwort des Kirchentags bekannt: „schaut hin“ (Mk 6,38 ).
Das Programm des Kirchentages gliederte sich in vier Themenbereiche:
1. Glaube, Spiritualität, Kirche
2. Lebensräume, Lebenswelten, Zusammenleben
3. Schöpfung, Frieden, Weltgemeinschaft
4. Wirtschaft, Macht, Verantwortung

Die Bewerbungsfrist für thematische Programmbeiträge lief bis zum 30. April 2020, für verschiedene weitere Bereiche des Programmes teilweise bis zum 15. November. Die Geschäftsstelle des Kirchentages rechnete mit etwa 2000 Bewerbungen.

## Kultur

### Oratorium „EINS“
Am Freitag, 14. Mai 2021 kam es zur Online-Uraufführung des Ökumenischen Oratoriums „EINS“ für den 3. Ökumenischen Kirchentag in Frankfurt. Die Komposition schufen Bernhard Kießig und Peter Reulein; die Texte stammten aus der Feder von Eugen Eckert und Helmut Schlegel OFM.

#### Handlung
Die Journalistin Julia reist im Rahmen einer Recherche aus Zeit des 21. Jahrhunderts in die Zeit der Urchristen. Sie begegnet der Apostelin Junia, die im Römerbrief 16,7  zusammen mit Andronikus erwähnt wird. Der Apostel Paulus grüßt diese nicht nur als Verwandte, sondern auch als herausragende Persönlichkeit unter den Apostelinnen und Aposteln. Julia und Junia begegnen den Aposteln Petrus und Paulus. Sie erfahren vieles über die Konflikte zwischen dem heiden- und judenchristlichen Christusverständnis. Julia erlebt, wie die ersten christlichen Gemeinden das Oster- und Pfingstgeschehen feiern. Sie erfährt darüber hinaus von der Eskalation des Konfliktes, die zu der Steinigung des Stephanus führte.

## Finanzierung

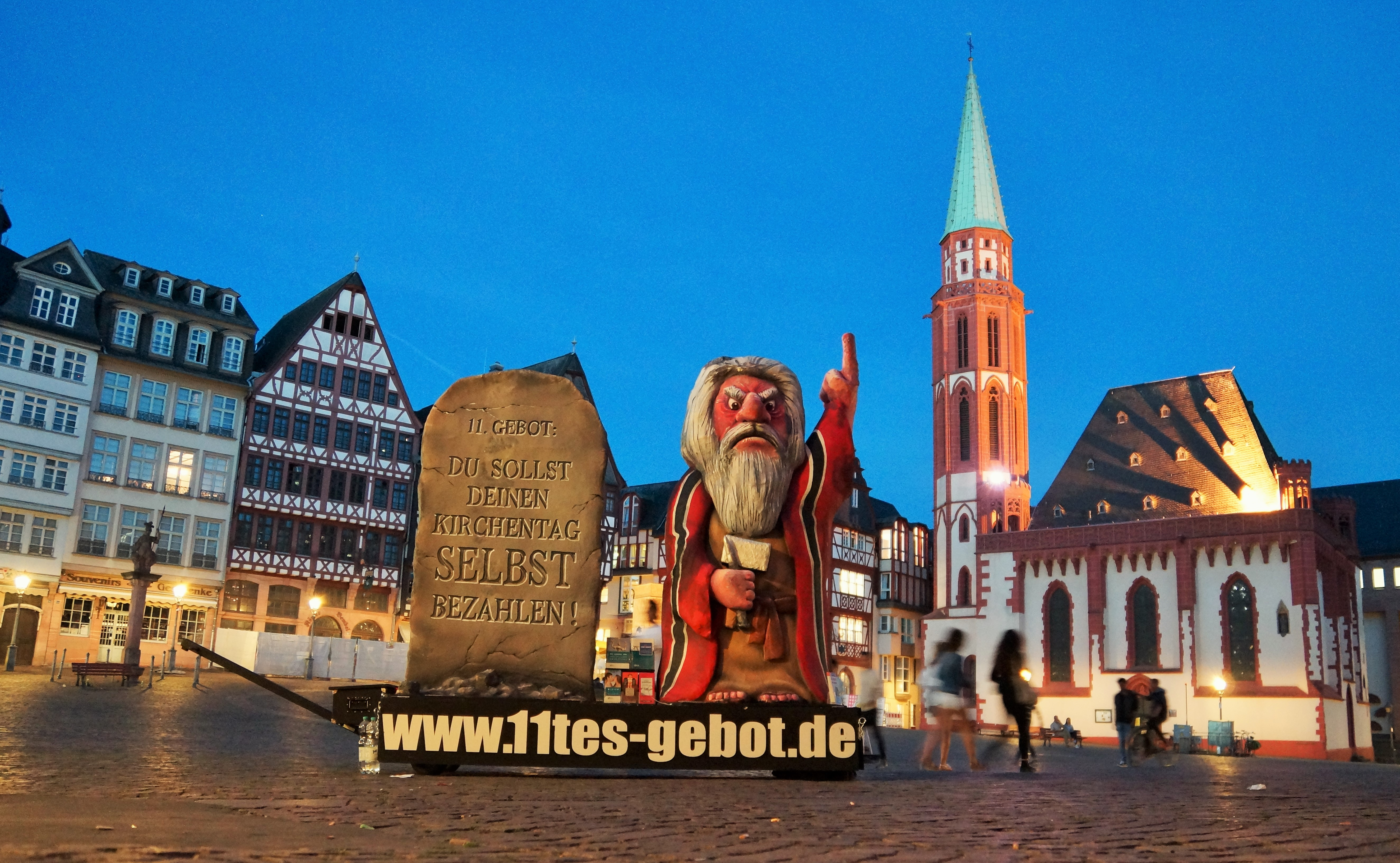
Kunstaktion Das 11. Gebot demonstriert auf dem Römerberg gegen den Zuschuss aus öffentlichen Geldern für den Kirchentag 2021.

Die Frankfurter Stadtverordnetenversammlung bewilligte am 22. März 2018 einen Barzuschuss von 3,9 Millionen Euro und unentgeltliche Sach- und Dienstleistungen mit einem Wert von bis zu einer Million Euro. Die Kunstaktion Das 11. Gebot („Du sollst Deinen Kirchentag selbst bezahlen!“) kritisierte den Zuschuss aus öffentlichen Geldern. Vertreter des Internationalen Bundes der Konfessionslosen und Atheisten bezeichneten die Bezuschussung als Verstoß gegen Vorschriften zur weltanschaulichen Neutralität des Staates, die auch für Kommunen gelte. Der Sprecher des Bistums Limburg begrüßte die finanzielle Unterstützung des Kirchentages durch die Stadt Frankfurt und das Land Hessen. Dies sei kein Privileg für die Kirchen, sondern geschehe auch bei anderen Großveranstaltungen wie Fußballspielen, Sportveranstaltungen oder Kulturfestivals.